# Eleccions presidencials de Cap Verd de 1991
Les eleccions presidencials de Cap Verd de 1991 van tenir lloc a Cap Verd el 17 de febrer de 1991, i foren les primeres eleccions presidencials del país, ja que fins aleshores el president havia estat nomenat directament per l'Assemblea Nacional. El resultat fou la victòria d'António Mascarenhas Monteiro candidat del Moviment per la Democràcia, que també havia guanyat les eleccions parlamentàries del mes anterior. Va derrotar el fins aleshores president Aristides Pereira del Partit Africà per la Independència de Cap Verd (PAICV). La participació fou del 61,4%.

## Resultats
| Candidats                    | Partit                                         | Vots    | %    |
| ---------------------------- | ---------------------------------------------- | ------- | ---- |
| António Mascarenhas Monteiro | Moviment per la Democràcia                     | 70.623  | 73,4 |
| Aristides Pereira            | Partit Africà per la Independència de Cap Verd | 25.544  | 26,6 |
| Nuls/en blanc                | Nuls/en blanc                                  | 1.755   | –    |
| Total                        | Total                                          | 97.922  | 100  |
| Registered voters/turnout    | Registered voters/turnout                      | 159.534 | 61,4 |
| Font: Nohlen et al.          |                                                |         |      |